# Acordes (canción)
«Acordes» es una canción del grupo español Los Pecos, publicada en 1978.

## Descripción
«Acordes» es el segundo sencillo publicado por el dúo y se incorporó también a su primer álbum, titulado Concierto para adolescentes. Se trata de uno de los temas más conocidos de su repertorio musical.
Se trata de una balada romántica, destinada especialmente a un público adolescente femenino.